# Boyster
Boyster là một sê-ri phim hoạt hình đồ họa vi tính của Pháp và Anh, sáng tạo bởi Frederic Azemar, Emmanuelle Fleury và Fabien Limousin. Chương trình chính thức ra mắt vào ngày 16 tháng 6 năm 2014 trên kênh Disney XD. Chương trình nói về nhân vật chính tên Boyster, nửa người, nửa hàu.

## Nhân vật
- Boyster (Akie Kotabe), cậu bé đột biến nửa người, nửa hàu[1]. Cậu có khả năng co giãn, điều khiển nước và làm ngọc từ calci
- Rafik (Rasmus Hardiker), bạn thân nhất của Boyster và biết khả năng đột biến của Boyster
- Shelby (Matthew Forbes), vỏ hàu và cũng là anh song sinh của Boyster
- Ozzy, cậu bé hay bắt nạt ở trường
- Alicia, người mà Boyster thích nhất
- Marion Pluss, một giáo viên có biệt danh "Thầy giáo hủy diệt"

## Số mùa
| Mùa | Mùa | Số tập | Công chiếu          | Công chiếu         |
| Mùa | Mùa | Số tập | Tập đầu             | Tập cuối           |
| --- | --- | ------ | ------------------- | ------------------ |
|     | 1   | 52     | 16 tháng 6 năm 2014 | 4 tháng 5 năm 2017 |

## Các tập phim

### Mùa 1
| STT | Tên tập                   | Ngày công chiếu      | Mã sản xuất |
| --- | ------------------------- | -------------------- | ----------- |
| 1   | Supermollusk              | 16 tháng 6 năm 2014  | 101a        |
| 2   | The Necklace              | 16 tháng 6 năm 2014  | 101b        |
| 3   | Teachinator               | 17 tháng 6 năm 2014  | 102a        |
| 4   | The Alien                 | 17 tháng 6 năm 2014  | 102b        |
| 5   | Shelby, the Art Lover     | 23 tháng 6 năm 2014  | 103a        |
| 6   | Skeleton                  | 23 tháng 6 năm 2014  | 103b        |
| 7   | A Strange New Friend      | 30 tháng 6 năm 2014  | 104a        |
| 8   | Muscle Boy                | 30 tháng 6 năm 2014  | 104b        |
| 9   | Love at First Sight       | 22 tháng 9 năm 2014  | 105a        |
| 10  | Go Fish!                  | 22 tháng 9 năm 2014  | 105b        |
| 11  | Quiz Show No No           | 29 tháng 9 năm 2014  | 106a        |
| 12  | Fish Humor                | 29 tháng 9 năm 2014  | 106b        |
| 13  | A Third Arm               | 8 tháng 10 năm 2014  | 107a        |
| 14  | Marble Mischief!          | 8 tháng 10 năm 2014  | 107b        |
| 15  | Puffed Up                 | 16 tháng 10 năm 2014 | 108a        |
| 16  | Pool Party!               | 16 tháng 10 năm 2014 | 108b        |
| 17  | Free Gilly                | 10 tháng 11 năm 2014 | 109a        |
| 18  | The Studio Inferno        | 10 tháng 11 năm 2014 | 109b        |
| 19  | Girlster                  | 17 tháng 11 năm 2014 | 110a        |
| 20  | Video Star Vanilla        | 17 tháng 11 năm 2014 | 110b        |
| 21  | Wings of Love             | 18 tháng 5 năm 2015  | 111a        |
| 22  | Blackmailed!              | 18 tháng 5 năm 2015  | 111b        |
| 23  | Local Hero                | 19 tháng 5 năm 2015  | 112a        |
| 24  | Full Speed Ahead          | 19 tháng 5 năm 2015  | 112b        |
| 25  | Three Hours of the Condor | 20 tháng 5 năm 2015  | 113a        |
| 26  | Boyster Pox               | 20 tháng 5 năm 2015  | 113b        |
| 27  | The Stache                | 21 tháng 5 năm 2015  | 114a        |
| 28  | Bust a Move               | 21 tháng 5 năm 2015  | 114b        |
| 29  | Sneezy Art                | 26 tháng 5 năm 2015  | 115a        |
| 30  | Magic Rafik               | 26 tháng 5 năm 2015  | 115b        |
| 31  | Wavester                  | 27 tháng 5 năm 2015  | 116a        |
| 32  | Hand in Sticky Hand       | 27 tháng 5 năm 2015  | 116b        |
| 33  | It Takes a Thief          | 28 tháng 5 năm 2015  | 117a        |
| 34  | Lab Coat Party            | 28 tháng 5 năm 2015  | 117b        |
| 35  | Pranks a Lot              | 2 tháng 2 năm 2017   | 118a        |
| 36  | Tough Hombre              | 6 tháng 2 năm 2017   | 118b        |
| 37  | Multiplazzyty             | 8 tháng 2 năm 2017   | 119a        |
| 38  | Crustacean Invasion       | 13 tháng 2 năm 2017  | 119b        |
| 39  | He's Got Legs             | 15 tháng 2 năm 2017  | 120a        |
| 40  | Boyster Claus             | 16 tháng 2 năm 2017  | 120b        |
| 41  | Snow Daze                 | 27 tháng 2 năm 2017  | 121a        |
| 42  | Pearls Before Swine       | 2 tháng 3 năm 2017   | 121b        |
| 43  | It’s Not Easy Being Clean | 4 tháng 3 năm 2017   | 122a        |
| 44  | Superstition              | 10 tháng 3 năm 2017  | 122b        |
| 45  | A Very Special Advisor    | 13 tháng 3 năm 2017  | 123a        |
| 46  | Kitchen Nightmare         | 20 tháng 3 năm 2017  | 123b        |
| 47  | Homecoming (Part 1)       | 28 tháng 3 năm 2017  | 124a        |
| 48  | Homecoming (Part 2)       | 29 tháng 3 năm 2017  | 124b        |
| 49  | Shelby Holmes             | 31 tháng 3 năm 2017  | 125a        |
| 50  | Boysterclone              | 2 tháng 4 năm 2017   | 125b        |
| 51  | Now You See It            | 5 tháng 4 năm 2017   | 126a        |
| 52  | Rash Decision             | 4 tháng 5 năm 2017   | 126b        |